# Aarsdale Mølle
Aarsdale Mølle er en tårnmølle i Aarsdale på Bornholm. 
Møllen blev bygget i 1877, har malet mel fra 1877 til og med 2003 og er byens vartegn og er den mest besøgte turistattraktion i Aarsdale. 
Den er stadig i funktion og laver strøm til ejere Finn og Jesper Mikkelsen, der er 4. generation af møllere på stedet, der driver møllen og holder den ved lige. 
Siden 2003 er lagerbygningen blevet brugt som granitværksted og butik.